# Chronologie der Merkurmissionen
Diese Liste führt chronologisch geordnet alle Raumsonden auf, die mit dem Ziel gestartet wurden, den Planeten Merkur zu erreichen.

| Nr. | Mission     | Bild        | Startdatum (UTC)           | Organisation/Land | Ergebnisse |
| --- | ----------- | ----------- | -------------------------- | ----------------- | --- |
| 1.  | Mariner 10  | Mariner10   | 3. November 1973, 05:45:00 | NASA (USA)        | Nach dem Passieren der Venus wurde die Sonde durch ein Swing-by-Manöver in eine Sonnenumlaufbahn nahe dem Merkur gelenkt. So flog Mariner 10 insgesamt dreimal an Merkur vorbei, bevor die Sonde abgeschaltet wurde.                                                                         |
| 2.  | Messenger   | Messenger   | 3. August 2004, 06:15:56   | NASA (USA)        | Die Mission lief bis 30. April 2015 Die Sonde führte am 29. September 2009 das letzte von drei Swing-by-Manövern am Merkur durch und trat am 18. März 2011 in eine Merkurumlaufbahn ein. Am 30. April 2015 erfolgte ein bewusst herbeigeführter Einschlag der Sonde in die Merkuroberfläche. |
| 3.  | BepiColombo | BepiColombo | 20. Oktober 2018           | ESA / JAXA        | Die Hauptaufgaben von BepiColombo sind die Untersuchung des Magnetfelds sowie der geologischen Zusammensetzung und Geschichte des Merkur. Die Ankunft ist nach 7 Jahren Flugzeit im Jahre 2025 geplant.                                                                                      |

## Verlauf und Stand der Merkurerforschung
Vor 2011 führten nur zwei Raumsonden insgesamt sechs Vorbeiflüge an dem Planeten Merkur durch, folglich war auch nur das Gröbste über seine Geschichte, Geografie und Oberfläche bekannt. Erst mit Messengers Eintritt in einen Merkurorbit konnte der Planet zum ersten Mal über längere Zeit genauer untersucht werden. So konnten die Oberflächenstruktur und -chemie sowie das Magnetfeld eingehender studiert werden. Unter anderem wurden Wassereis und organische Moleküle am Nordpol gefunden.
Eine Landung ist auch mit der dritten Raumsonde BepiColombo nicht vorgesehen.